# Gérard Jugnot
Gérard Jugnot (4 mei 1951, Parijs) is een Franse acteur, onder andere bekend van de film Les Choristes.

## Filmografie

### Regisseur
- 1984 - Pinot simple flic
- 1985 - Scout toujours...
- 1988 - Sans peur et sans reproche
- 1991 - Une époque formidable...
- 1994 - 3000 scénarios contre un virus (collectieve preventiefilm tegen aids, episode La Pharmacie)
- 1994 - Casque bleu
- 1996 - Fallait pas !...
- 2000 - Meilleur Espoir féminin
- 2002 - Monsieur Batignole
- 2005 - Boudu
- 2009 - Rose et Noir

## Prijzen en nominaties

### Nominaties

#### César voor beste acteur
- 1988 - Tandem
- 1992 - Une époque formidable...
- 2005 - Les Choristes

#### César voor beste acteur in een bijrol
- 1998 - Marthe

#### Molières
- 1998 - Espèces menacées
- 1999 - Espèces menacées
- 2003 - État critique

## Publicaties
- 2016 - Gérard Jugnot: Une époque formidable, mes années Splendid' , Grasset, 2016
- 2018 - Gérard Jugnot (en Luc Larriba): Le dictionnaire de ma vie, Kero, 2018